# Urban Tribe
Urban Tribe (också känd som Urban Tribe Stockholm) är ett reggaeband från Stockholm, Sverige. Bandet har blivit uppmärksammat internationellt, särskilt i Tyskland, men också i USA.

## Medlemmar
Medlemmar/bidragande musiker
- Adam Atterby – keyboard, sologitarr, sång, ljudtekniker, musikproducent
- Chartotte Atterby – bakgrundssång
- Mikael Atterby – gitarr
- Tobbe Eliasson – saxofon
- Frank Rønningen – elektrisk piano, moog
- Anders Kappelin – basgitarr
- Steve Nilsson – trummor
- Petter Svärd – percussion, trummor, bakgrundssång
- Christian Lindström – bakgrundssång
- Tessan Andersson – bakgrundssång
- Martin Pålsson – trombon
- Linda Rönnbäck – bakgrundssång
- Janne Karlsson – trummor
- Bamma B – toasting
- Sven Wikström – keyboard
- Joakim Dominique – trumpet

## Diskografi
Studioalbum
- 2005 – Bob's Bar
- 2006 – Who Is the Enemy
- 2008 – Roots (som Urban Tribe Stockholm)